# Campeonato Paulista de Futebol de 2004
O Campeonato Paulista de Futebol de 2004 foi a 64.ª edição do campeonato organizado pela Federação Paulista de Futebol. Disputado entre os dias 21 de janeiro e 18 de abril, teve o São Caetano como campeão da competição pela primeira vez em sua história. O Paulista de Jundiaí foi o vice-campeão e Vágner Love, do Palmeiras, foi o artilheiro, com 12 gols marcados.
A final do torneio foi a primeira "final caipira" em catorze anos, desde a do Campeonato Paulista de 1990, entre Bragantino e Novorizontino.

## Participantes
Essa edição do torneio contou com 21 equipes de quinze cidades diferentes.
| Clube               | Cidade                | Estádio             | Classificação em 2003 |
| ------------------- | --------------------- | ------------------- | --------------------- |
| América             | São José do Rio Preto | Teixeirão           | 10º                   |
| Atlético Sorocaba   | Sorocaba              | Walter Ribeiro      | 2º na Série A2        |
| Corinthians         | São Paulo             | Pacaembu            | 1º                    |
| Guarani             | Campinas              | Brinco de Ouro      | 6º                    |
| Ituano              | Itu                   | Novelli Júnior      | 16º                   |
| Juventus            | São Paulo             | Rua Javari          | 19º                   |
| Marília             | Marília               | Bento de Abreu      | 17º                   |
| Mogi Mirim          | Mogi Mirim            | Wilson de Barros    | 15º                   |
| Oeste               | Itápolis              | Ideonor Semeghini   | 1º na Série A2        |
| Palmeiras           | São Paulo             | Palestra Itália     | 4º                    |
| Paulista            | Jundiaí               | Jayme Cintra        | 11º                   |
| Ponte Preta         | Campinas              | Moisés Lucarelli    | 12º                   |
| Portuguesa          | São Paulo             | Canindé             | 13º                   |
| Portuguesa Santista | Santos                | Ulrico Mursa        | 3º                    |
| Rio Branco          | Americana             | Décio Vitta         | 14º                   |
| Santo André         | Santo André           | Bruno José Daniel   | 8º                    |
| Santos              | Santos                | Vila Belmiro        | 9º                    |
| São Caetano         | São Caetano do Sul    | Anacleto Campanella | 5º                    |
| São Paulo           | São Paulo             | Morumbi             | 2º                    |
| União Barbarense    | Santa Bárbara d'Oeste | Antônio Guimarães   | 7º                    |
| União São João      | Araras                | Hermínio Ometto     | 18º                   |

## Disputa
Esta edição do campeonato foi disputada em quatro fases distintas. Na primeira fase, as 21 equipes foram dividas em dois grupos, um com dez equipes e outro com onze. As equipes se enfrentaram dentro de seus grupos, em um turno. Os quatro primeiros de cada grupo passaram à segunda fase, e o pior da cada grupo foi rebaixado para a Série A2. Na segunda fase (quartas de final), as equipes se enfrentaram em uma única partida, com os vencedores classificados para a terceira fase (semifinais). Nas semifinais, as equipes se enfrentaram em jogos de ida e volta, com os vencedores classificados para a quarta fase (finais).

## Primeira fase

### Grupo 1
| Pos | Times               | PG | J | V | E | D | GP | GC | SG  |
| --- | ------------------- | -- | - | - | - | - | -- | -- | --- |
| 1   | São Paulo           | 25 | 9 | 8 | 1 | 0 | 21 | 5  | 16  |
| 2   | Portuguesa Santista | 15 | 9 | 4 | 3 | 2 | 13 | 14 | -1  |
| 3   | Ponte Preta         | 13 | 9 | 3 | 4 | 2 | 12 | 9  | 3   |
| 4   | U. Barbarense       | 13 | 9 | 3 | 4 | 2 | 8  | 9  | -1  |
| 5   | Rio Branco          | 12 | 9 | 4 | 0 | 5 | 10 | 10 | 0   |
| 6   | América             | 12 | 9 | 3 | 3 | 3 | 12 | 10 | 2   |
| 7   | Portuguesa          | 10 | 9 | 2 | 4 | 3 | 14 | 16 | -2  |
| 8   | Atlético Sorocaba   | 9  | 9 | 2 | 3 | 4 | 12 | 16 | -4  |
| 9   | Corinthians         | 8  | 9 | 2 | 2 | 5 | 9  | 12 | -3  |
| 10  | Juventus            | 6  | 9 | 2 | 0 | 7 | 13 | 23 | -10 |

### Grupo 2
| Pos | Times          | PG | J  | V | E | D | GP | GC | SG  |
| --- | -------------- | -- | -- | - | - | - | -- | -- | --- |
| 1   | Santos         | 23 | 10 | 7 | 2 | 1 | 27 | 13 | 14  |
| 2   | Paulista       | 22 | 10 | 7 | 1 | 2 | 24 | 17 | 7   |
| 3   | Palmeiras      | 20 | 10 | 6 | 2 | 2 | 25 | 13 | 12  |
| 4   | São Caetano    | 19 | 10 | 5 | 4 | 1 | 17 | 10 | 7   |
| 5   | Santo André    | 17 | 10 | 5 | 2 | 3 | 20 | 19 | 1   |
| 6   | Marília        | 17 | 10 | 5 | 2 | 3 | 17 | 16 | 1   |
| 7   | Ituano         | 10 | 10 | 3 | 1 | 6 | 13 | 15 | -2  |
| 8   | Guarani        | 8  | 10 | 1 | 5 | 4 | 12 | 19 | -7  |
| 9   | Mogi Mirim     | 5  | 10 | 1 | 2 | 7 | 11 | 20 | -9  |
| 10  | União São João | 1  | 10 | 0 | 1 | 9 | 14 | 35 | -21 |
| 11  | Oeste 1        | -2 | 10 | 2 | 2 | 4 | 19 | 22 | -3  |

|  |                              |
|  | Classificados para as finais |
|  | Rebaixados para a Série A2   |

Nota 1: O Oeste foi punido com a perda de doze pontos, por escalação irregular de jogadores.
O Oeste e o Juventus acabaram rebaixados para a segunda divisão para a temporada seguinte. No lugar deles, entraria a Associação Atlética Internacional, de Limeira.

## Fase final

### Quartas de final
| Data                | Local        | Time 1      | Total | Time 2        |
| ------------------- | ------------ | ----------- | ----- | ------------- |
| 20 de março, às 16h | Vila Belmiro | Santos      | 1–0   | U. Barbarense |
| 20 de março, às 18h | Jaime Cintra | Paulista    | 4–3   | Ponte Preta   |
| 21 de março, às 16h | Morumbi      | São Paulo   | 0–2   | São Caetano   |
| 21 de março, às 16h | Ulrico Mursa | P. Santista | 1–2   | Palmeiras     |

### Semifinais

#### Semifinal 1
| Data                | Local             | Time 1    | Total       | Time 2    |
| ------------------- | ----------------- | --------- | ----------- | --------- |
| 27 de março, às 16h | Parque Antarctica | Palmeiras | 1–1         | Paulista  |
| 4 de abril, às 16h  | Hermínio Ometto   | Paulista  | 3 (4)–(3) 3 | Palmeiras |

#### Semifinal 2
| Data                | Local               | Time 1      | Total | Time 2      |
| ------------------- | ------------------- | ----------- | ----- | ----------- |
| 28 de março, às 16h | Vila Belmiro        | Santos      | 3–3   | São Caetano |
| 3 de abril, às 16h  | Anacleto Campanella | São Caetano | 4–0   | Santos      |

### Finais

#### 1º jogo[9]
| 11 de abril de 2004 | Paulista    | 1–3 | São Caetano                   | Estádio Municipal Paulo Machado de Carvalho |
| 16:00               | 12' Canindé |     | 19' Euller · 31' 90+2' Warley | Público: 10 014 Árbitro: Wilson Luiz Seneme |

- Cartões Amarelos: Mineiro, Marcinho, Triguinho, Alemão e Márcio Mossoró.
- Paulista: Márcio, Lucas, Asprilla, Danilo e Galego; Umberto, Alemão (Fábio Mello), Canindé e Aílton (Tiago Almeida); Márcio Mossoró (Amaral) e João Paulo. Técnico: Zetti.
- São Caetano: Silvio Luiz, Thiago, Dininho e Serginho; Mineiro, Marcelo Mattos, Marcinho (Lúcio Flávio), Gilberto e Triguinho; Euller (Warley) e Fabrício Carvalho (Fábio Santos). Técnico: Muricy Ramalho.

#### 2º jogo[10]
| 18 de abril de 2004 | São Caetano                | 2–0 | Paulista | Estádio Municipal Paulo Machado de Carvalho            |
| 16:00               | 20' Marcinho · 88' Mineiro |     |          | Público: 25 221 Árbitro: Sálvio Spínola Fagundes Filho |

- Cartões Amarelos: Ânderson Lima, Alemão e Serginho.
- São Caetano: Silvio Luiz, Ânderson Lima, Dininho, Serginho e Triguinho; Marcelo Mattos, Mineiro, Gilberto e Marcinho (Lúcio Flávio); Euller (Warley) e Fabrício Carvalho (Fábio Santos). Técnico: Muricy Ramalho.
- Paulista: Márcio, Lucas, Asprilla, Danilo e Galego; Umberto, Alemão, Canindé e Aílton (Fábio Melo); Izaías e João Paulo (Davi). Técnico: Zetti.

## Classificação final
| Pos | Times               | PG | J  | V | E | D | GP | GC | SG  |
| --- | ------------------- | -- | -- | - | - | - | -- | -- | --- |
| 1   | São Caetano         | 32 | 15 | 9 | 5 | 1 | 31 | 13 | 18  |
| 2   | Paulista            | 27 | 15 | 8 | 3 | 4 | 33 | 29 | 4   |
| 3   | Santos              | 27 | 13 | 8 | 3 | 2 | 31 | 20 | 11  |
| 4   | Palmeiras           | 25 | 13 | 7 | 4 | 2 | 31 | 18 | 13  |
| 5   | São Paulo           | 25 | 10 | 8 | 1 | 1 | 21 | 7  | 14  |
| 6   | Portuguesa Santista | 15 | 10 | 4 | 3 | 3 | 14 | 16 | -2  |
| 7   | Ponte Preta         | 13 | 10 | 3 | 4 | 3 | 15 | 13 | 2   |
| 8   | União Barbarense    | 13 | 10 | 3 | 4 | 3 | 8  | 10 | -2  |
| 9   | Santo André         | 17 | 10 | 5 | 2 | 3 | 20 | 19 | 1   |
| 10  | Marília             | 17 | 10 | 5 | 2 | 3 | 17 | 16 | 1   |
| 11  | Rio Branco          | 12 | 9  | 4 | 0 | 5 | 10 | 10 | 0   |
| 12  | América             | 12 | 9  | 3 | 3 | 3 | 12 | 10 | 2   |
| 13  | Portuguesa          | 10 | 9  | 2 | 4 | 3 | 14 | 16 | -2  |
| 14  | Ituano              | 10 | 10 | 3 | 1 | 6 | 13 | 15 | -2  |
| 15  | Atlético Sorocaba   | 9  | 9  | 2 | 3 | 4 | 12 | 16 | -4  |
| 16  | Corinthians         | 8  | 9  | 2 | 2 | 5 | 9  | 12 | -3  |
| 17  | Guarani             | 8  | 10 | 1 | 5 | 4 | 12 | 19 | -7  |
| 18  | Mogi Mirim          | 6  | 10 | 1 | 2 | 7 | 11 | 20 | -9  |
| 19  | União São João      | 6  | 10 | 0 | 6 | 9 | 14 | 35 | -21 |
| 20  | Juventus            | 6  | 9  | 2 | 0 | 7 | 13 | 23 | -10 |
| 21  | Oeste 1             | -2 | 10 | 2 | 4 | 4 | 19 | 22 | -3  |

## Premiação
| Campeão Paulista de 2004 |
| São Caetano do Sul       |
| ------------------------ |
| SÃO CAETANO (1º título)  |

## Campeão do Interior
| Campeão do Interior de 2004 |
| São Caetano                 |
| --------------------------- |
| São Caetano 1º título       |